# Luboš Kohoutek
Luboš Kohoutek, češki astronom, * 29. januar 1935, Zábřeh na Moravskem, Češkoslovaška, † 30. december 2023, Bergedorf, Nemčija.

## Življenje
Študiral je fiziko in astronomijo na Univerzi v Brnu in v Pragi. Diplomiral je leta 1958. Po študiju je delal na Češki akademiji znanosti. Dalj časa je delal tudi na Observatoriju Hamburg-Bergedorf. Po sovjetski okupaciji Češkoslovaške leta 1968 je sklenil ostati v Nemčiji. Delal je tudi na različnih observatorijih v Španiji in Čilu. Uradno se je upokojil leta 2001.

## Delo
Objavil je znani katalog galaktičnih planetarnih meglic (Cataloque of Galactic Planetary Nebulae). Kohoutek je odkril komet 75P/Kohoutek in je bil soodkritelj kometa Komet West-Kohoutek-Ikemura. Najbolj pa je znan po odkritju C/1973 E1 (Kohoutek), ki ga včasih imenujejo kar Komet Kohoutek ali Komet Watergate.
Odkril je tudi številne asteroide. Med njimi je pomemben apolonski asteroid 1865 Cerberus.

## Priznanja
Poimenovanja
Po njem so poimenovali asteroid glavnega pasu 1850 Kohoutek.